# Смак-Корса
Смак-Корса́ (тат. Курса-Почмак) — село в Арском районе Татарстана. Административный центр Сизинского сельского поселения.

## География
Расположено в бассейне реки Кисьмесь в 14 км к востоку от Арска и 70 км к северо-востоку от Казани. Село находится в 2 км к северо-западу от остановочной платформы 871 км (ж.-д. линия Москва — Казань — Екатеринбург).

## История
Село основано во второй половине XVII века. В 1928 году открыта начальная школа.
По сведениям переписи 1897 года, в деревне Смак-Корса (Псмак-Курса) Мамадышского уезда Казанской губернии проживали 542 человека (256 мужчин, 286 женщин), все мусульмане.

## Население
Численность населения — 416 чел. (2015), в основном татары.
Национальный состав
Согласно результатам переписи 2002 года, в национальной структуре населения села татары составляли 100% из 423 человек.

## Экономика
Действует ООО «Агрокомплекс „Ак Барс“».